# Osvaldo Sáez
Osvaldo Sáez (né le 13 août 1923 et décédé en 1959) était joueur de football chilien, qui jouait en tant que milieu de terrain.

## Biographie
Lors de sa carrière de club, il évolue tout d'abord dans le club des Santiago Wanderers entre 1946 et 1948, avant de rejoindre la grande équipe du Colo Colo lors de la deuxième partie de sa carrière de 1949 à 1954.
En international, il évolua en équipe du Chili de football, dans l'effectif qui disputa la deuxième coupe du monde de son histoire, celle de 1950 au Brésil.